# Bangladeschisch-portugiesische Beziehungen
Die bangladeschisch-portugiesischen Beziehungen beschreiben das zwischenstaatliche Verhältnis von Bangladesch und Portugal. Die Länder unterhalten seit 1974 direkte diplomatische Beziehungen.
Wesentlicher Berührungspunkt der bilateralen Beziehungen ist die historische Anwesenheit von Portugiesen im Golf von Bengalen seit dem 16. und 17. Jahrhundert. Auf diese Zeit gehen die hunderte Lehnwörter zurück, die aus der Portugiesischen Sprache Eingang in das Bengalische gefunden haben. Auch westliche Begriffe wie Mogul wurden von den Portugiesen geprägt. Zudem ist einiges architektonisches Erbe aus dieser Zeit geblieben.
Mit der portugiesischen Anwesenheit ab dem frühen 16. Jahrhundert begann auch die Geschichte der ersten christlichen Gemeinden im ganz überwiegend muslimischen Bangladesch, entsprechend gehen auch einige der ältesten christlichen Bauten hier auf ursprünglich portugiesische Anlagen zurück. Im Gegenzug hatte der orientalisch-bengalische Stil Einfluss auf Portugal, etwa in den zahlreichen Kapellen auf den portugiesischen Azoreninseln im 19. und frühen 20. Jahrhundert.
2015 waren 2.571 Staatsangehörige Bangladeschs in Portugal gemeldet, davon mit 2.107 die meisten in der Hauptstadt Lissabon. In Bangladesch leben keine relevanten Gruppen von Portugiesen.

## Geschichte

Angriff des Mogulreichs auf die arakanesisch-portugiesische Festung in Chittagong 1666

Mit der Eroberung Malakkas 1515 durch Afonso de Albuquerque kamen die Häfen des Golfes von Bengalen in den Einflussbereich der Portugiesischen Kolonialmacht, die damit Zugang zum lukrativen Handel in der Region erhielt, insbesondere zum Handel mit Getreide und Stoffen. Die ersten Portugiesen, die sich hier ansiedelten, waren zunächst Missionare, insbesondere des Augustinerordens, und einzelne Händler, die auf eigene Faust und nicht in offiziellem Auftrag handelten. Sie handelten unabhängig von der zuständigen portugiesischen Verwaltung im alten Goa. Die ersten Portugiesen, deren Ansiedlung hier belegt ist, waren João Coelho (1516) und Martim de Lucena (ebenfalls im zweiten Jahrzehnt des 16. Jahrhunderts).
Das Verhältnis zwischen den unabhängig hier tätigen portugiesischen Händlern und den danach aufkommenden offiziellen Vorstößen, mit denen portugiesische Handelsverbindungen zu den regionalen Mächten geknüpft werden sollten, war von gegenseitiger Ablehnung gekennzeichnet. Auf einem der wenigen Hügel um Chittagong, von den Portugiesen Porto Grande oder auch Satigão genannt, errichteten diese im 16. Jahrhundert eine befestigte Faktorei. Ihre Reste sind heute noch zu sehen.
Eine wesentliche Änderung nahmen die portugiesischen Beziehungen zum Golf von Bengalen nach dem Ende des mit Portugal verbundenen Arakanreiches 1666. Das siegreiche Mogulreich übernahm die Kontrolle, und die bis zu 2.500 Portugiesen in Chittagong verließen die Stadt weitgehend.

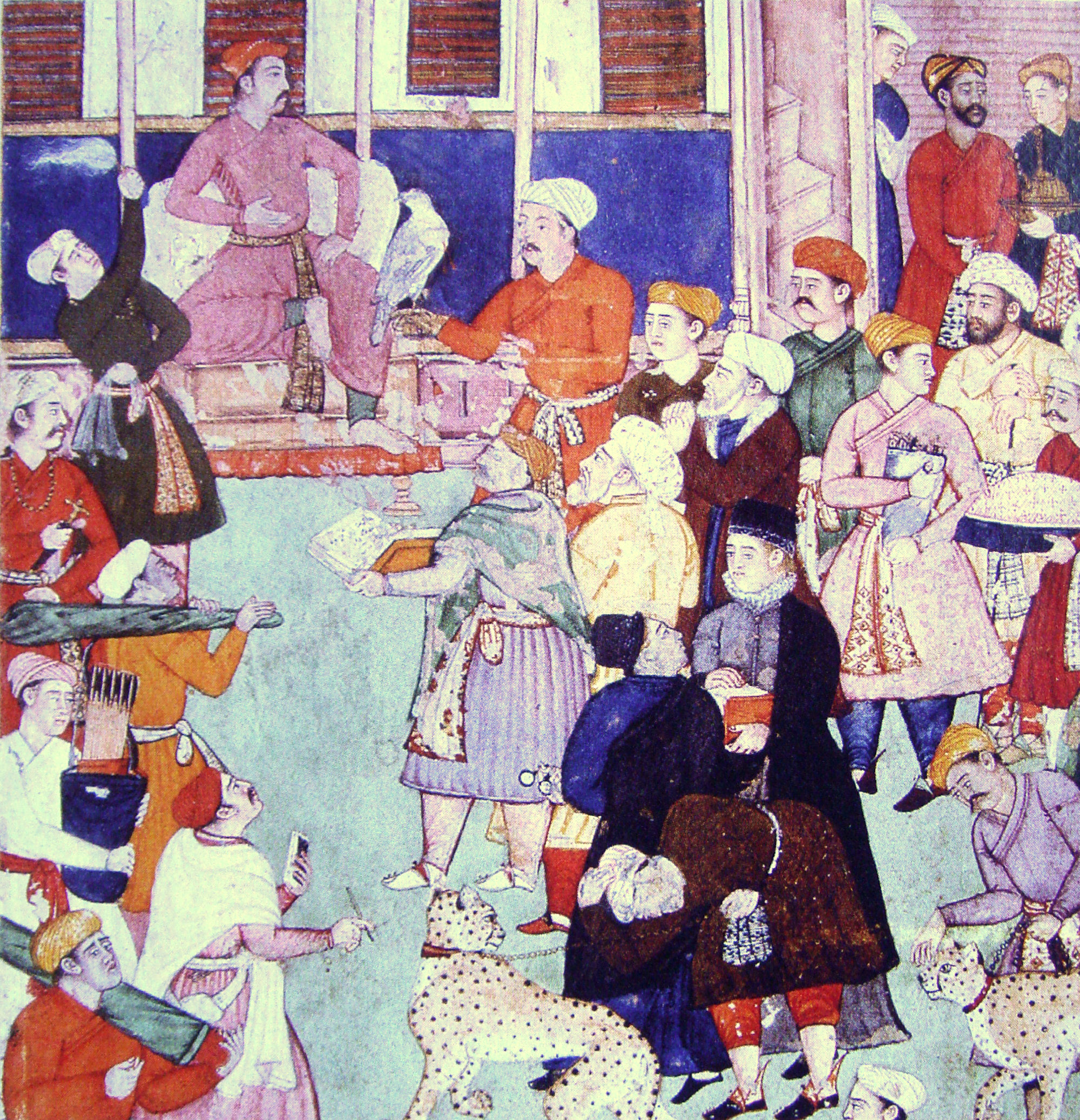
Europäer am Hofe des Großmoguls Akbar I.

Ein portugiesisches Abkommen mit Shaista Khan, dem regionalen Statthalter des Mogulreichs, wies den Portugiesen danach ein Gebiet an der Hauptstadt des Sultanats zu und gab ihnen Handelsprivilegien, unter der Voraussetzung, dass sie sich an keinen Handlungen gegen die Interessen der Herrscher des Mogulreichs beteiligten.
Mit dem zunehmenden Einfluss der Briten und dem langsamen Niedergang des portugiesischen Weltreichs nahm die portugiesische Präsenz im heutigen Bangladesch insbesondere seit dem 18. Jahrhundert deutlich ab. Einzelne Missionen blieben jedoch bis Anfang des 20. Jahrhunderts erhalten.
Das Ende 1971 endgültig unabhängig gewordene Bangladesch wurde am 16. Dezember 1974 von Portugal anerkannt, welches seinerseits erst mit der Nelkenrevolution am 25. April 1974 seine kolonial-autoritäre Estado Novo-Diktatur überwunden hatte. 1978 akkreditierte sich der erste portugiesische Botschafter in Bangladesch, mit Amtssitz in der indischen Hauptstadt Neu-Delhi.

## Diplomatie
Als erster Botschafter Portugals in Bangladesch akkreditierte sich in Dhaka am 3. Mai 1978 Luis Gaspar da Silva, portugiesischer Botschafter in Indien. Portugal unterhält weiterhin keine eigene Botschaft in Bangladesch, sondern ist dort mit seinem Vertreter in Indien doppelakkreditiert. In der bangladeschischen Hauptstadt Dhaka besteht ein portugiesisches Honorarkonsulat.
Bangladeschs Botschaft in der portugiesischen Hauptstadt Lissabon residiert in der Rua António Saldanha Nr. 30, im Stadtteil Belém. Konsulate darüber hinaus unterhält Bangladesh nicht in Portugal.

## Wirtschaft

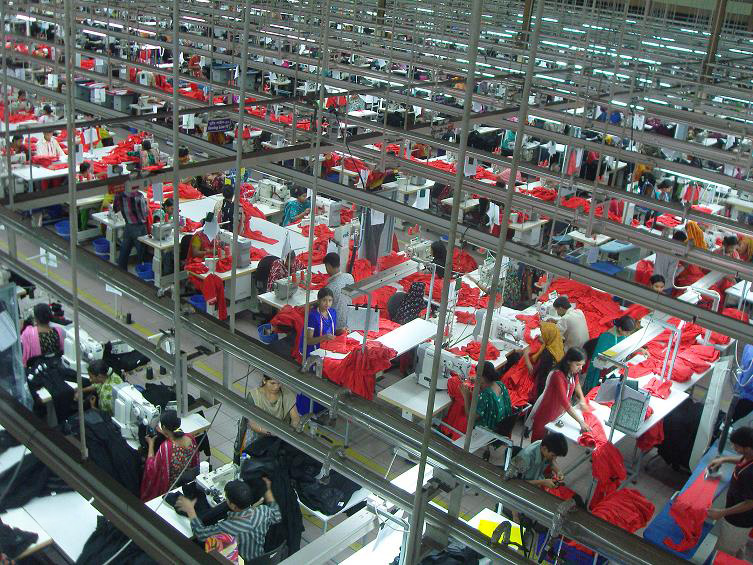
Bekleidungsfabrik in Bangladesch

Im Jahr 2015 exportierte Portugal Waren im Wert von 8,46 Mio. Euro nach Bangladesch (2014: 6,27 Mio.; 2013: 9,70 Mio.; 2012: 6,99 Mio.; 2011: 5,22 Mio.), davon 43,8 % chemisch-pharmazeutische Produkte, 36,9 % Maschinen und Geräte, 11,0 % Textilien und 3,4 % Treibstoffe.
Im gleichen Zeitraum lieferte Bangladesch Waren im Wert von 36,21 Mio. Euro an Portugal (2014: 35,2 Mio.; 2013: 32,98 Mio.; 2012: 25,68 Mio.; 2011: 27,64 Mio.), davon 79,4 % Bekleidung, 10,5 % landwirtschaftliche Erzeugnisse, 3,6 % Optik- und Präzisionsinstrumente und 3,4 % Textilien.
Damit stand Bangladesch für den portugiesischen Waren-Außenhandel an 105. Stelle als Abnehmer und an 69. Stelle als Lieferant. Im bangladeschischen Waren-Außenhandel stand Portugal damit an 46. Stelle unter den Abnehmern und an 63. Stelle unter den Lieferanten.

## Kultur
In verschiedenen portugiesischen Museen befinden sich Möbel und Kunstwerke aus Bengalen, u. a. im Museu Municipal Santos Rocha in Figueira da Foz.
Der 2006 erschienene Roman Alentejo Blue der bengalisch-britischen Autorin Monica Ali spielt in der südportugiesischen Region Alentejo.

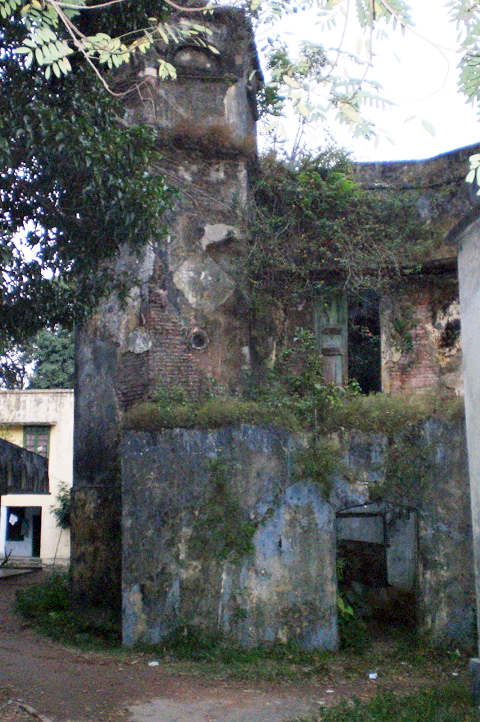
In den Ruinen des portugiesischen Forts bei Chittagong

Die portugiesische Produktionsfirma Midas Filmes produzierte den Film Made in Bangladesh (2019) des bangladeschischen Regisseurs Rubaiyat Hossai.

## Architektur
Auf einem Hügel in Chittagong sind die Ruinen einer portugiesischen Festung zu sehen, die auch als Handelsstützpunkt diente.
Im Umland der Hauptstadt Dhaka bestehen einige Kirchen und Friedhöfe, die auf portugiesische Bauten zurückgehen, etwa in den Dörfern Nagori und Toomilia, oder die Kirche im 50 km von Dhaka entfernten Panjora, die von Nonnen im nahen Kloster gepflegt wird und verschiedene portugiesische Insignien zeigt, darunter die Inschrift „Portugiesische Mission von Bengalen 1906“ (Missão Portuguesa de Bengala).
Die Gemeinde Tejgaon im Zentrum Dhakas beherbergt einen Friedhof, der eine Reihe portugiesischer Bezüge wie Namen und Heiligenstatuen aufweist. Die dazugehörige Kirche Santo Rosário, vermutlich 1677 erstmals errichtet, wurde 2000 mit Hilfe der portugiesischen Gulbenkian-Stiftung restauriert. Möglicherweise war sie Teil einer aus dem letzten Jahrzehnt des 16. Jahrhunderts stammenden portugiesischen Garnison.